# Northern Life Museum
Das Northern Life Museum & Cultural Centre im kanadischen Fort Smith ist ein Museum mit dem Sammlungsschwerpunkt auf den ethnischen Gruppen bzw. der Geschichte des Nordwestens. Die mehr als 10.000 Artefakte gehen zu erheblichen Teilen auf die hier tätigen Missionsorden der Oblaten zurück.
Deren Objekte wurden erstmals 1964 im Grandin College (heute P.W.K. High School) ausgestellt. 1972 wurde die Northern Anthropological and Cultural Society gegründet, die sich den Bau eines Museums zum Ziel setzte. Es konnte bereits am 8. Juni 1974 vom seinerzeitigen Minister für Indianerangelegenheiten Jean Chrétien, dem späteren Premierminister, eröffnet werden.
Die thematischen Schwerpunkte sind Volk des Nordens (People of the North), wobei hier die Geschichte der First Nations und der Métis von Nord-Alberta und von den Nordwest-Territorien repräsentiert wird, dazu kommen Verkehr (vor allem die Rolle des Kanus), Missionare (die Oblaten errichteten hier ihre erste Kirche 1876), Naturgeschichte (der Wood Buffalo National Park entstand 1922, und ist der zweitgrößte Park der Welt, dabei spielen die seltenen Schreikraniche und das Amerikanische Bison eine Hauptrolle) sowie Technik.